# 融
『融』（とおる）は、平安時代の左大臣源融とその邸宅・河原院をめぐる伝説を題材とする能の作品。五番目物・貴人物に分類される。囃子に太鼓が入る太鼓物である。作者は世阿弥。

## 概要

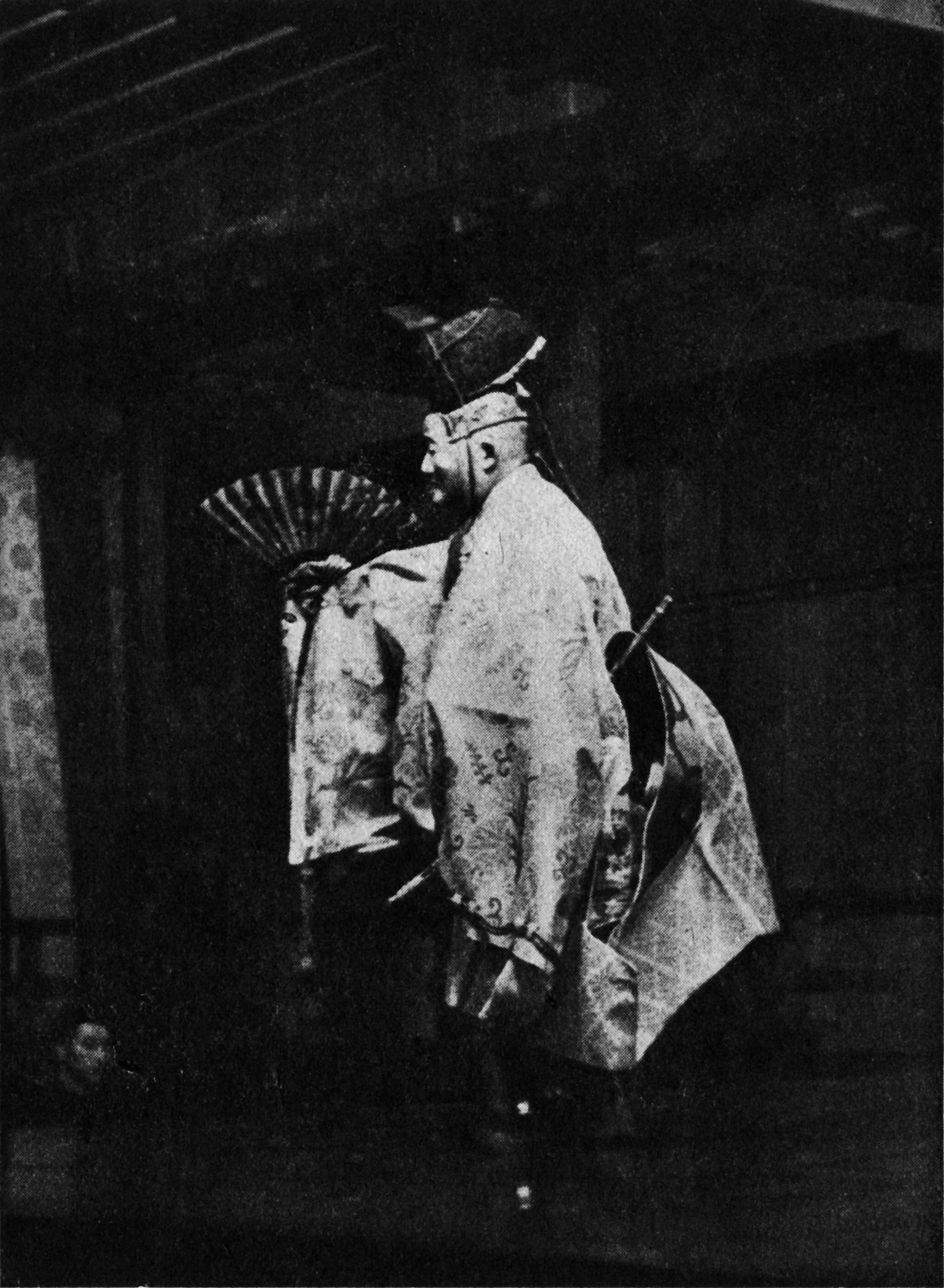
初世梅若万三郎による「融 酌之舞」

能のあらすじは次のとおりである。東国から上洛した僧（ワキ）が、京都六条河原院に着く。そこに老人（前シテ）が現れ、自分のことを「潮汲み」と名乗る。そして、かつて融の大臣が、陸奥・塩竈の浦の景色を都に移すために、難波から海水を都まで運ばせて池を作り、御遊を楽しんだことを語るが、その後は受け継ぐ人もおらず、荒れ果てている有様を嘆く。続いて、老人は、僧の求めに応じ、河原院から見える東の音羽山から西の嵐山までの名所を教えるが、ふと我に返ると、潮を汲む有様を見せて、姿を消す（中入り）。僧のもとに、近くに住む都人（アイ）が現れ、河原院の来歴を再説する。僧が夜寝ていると、融の大臣の亡霊（後シテ）が現れ、昔を思い出しながら舞を舞い、名残を惜しみながら月の都に帰っていく。

## 進行

### 前場

#### 僧の登場
東国から上洛した旅の僧（ワキ）が登場し、京都六条河原院に着いたことを告げる。

| ワキ「これは東国方より出でたる僧にて候、われいまだ都を見ず候ふほどに、このたび思ひ立ち都に上り候 （中略） ワキ「急ぎ候ふほどに、これははや都に着きて候、このあたりをば六条河原の院とやらん申し候、しばらく休らひ一見せばやと思ひ候 | ［僧］私は東国方から来た僧です。私はまだ都を見たことがありませんので、この度思い立ち、都に上ることにしたのです。 （中略） ［僧］急ぎましたので、早くも都に着きました。この辺りを六条河原院とかいうようです。しばらく逗留して、見物しようと思います。 |

#### 潮汲みの老人の登場

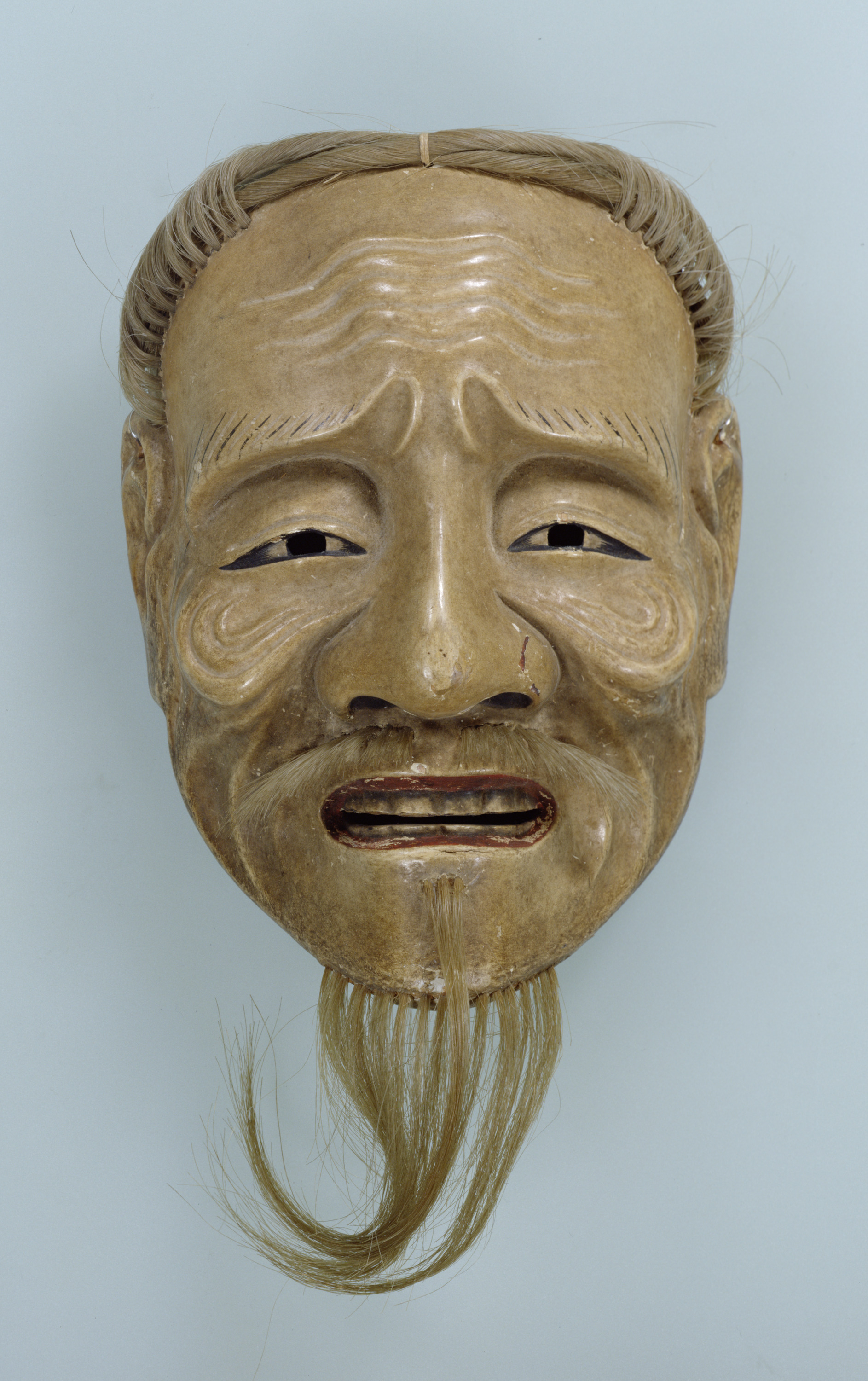
能面「笑尉」

そこに老人（前シテ）がやってきて、河原院の景色をほめるとともに、自らの老いた身を嘆く。前シテは、笑尉（または朝倉尉）の面で、尉髪、水衣、腰蓑、扇という出で立ちである。担桶を担っている。

| シテ〽月もはや、出潮になりて塩竈の、うらさびわたる景色かな シテ〽陸奥はいづくはあれど塩竈の、恨みて渡る老いが身の、寄る辺もいさや定めなき、心も澄める水の面に、照る月並みを数ふれば、今宵ぞ秋の最中なる、げにや移せば塩竈の、月も都の最中かな （後略） | ［老人］早くも月が出る頃となって潮が満ち、塩竈の浦のうら寂しい景色であるよ。 ［老人］陸奥の名所は多いが、塩竈の浦は格別である。境遇を恨んで過ごす老人の身は、頼りとする者もなく定めない。しかしそんな心も澄みわたる、水面に映る月。「水面に映る月を見て、月日を数えると、今宵が秋の真ん中の十五夜であった」という和歌があるが、そのとおり今宵は秋の真ん中の日だ。実に、塩竈の景色を移したここの月は、都の真ん中の月でもある。 （後略） |

#### 僧と潮汲みの老人との問答

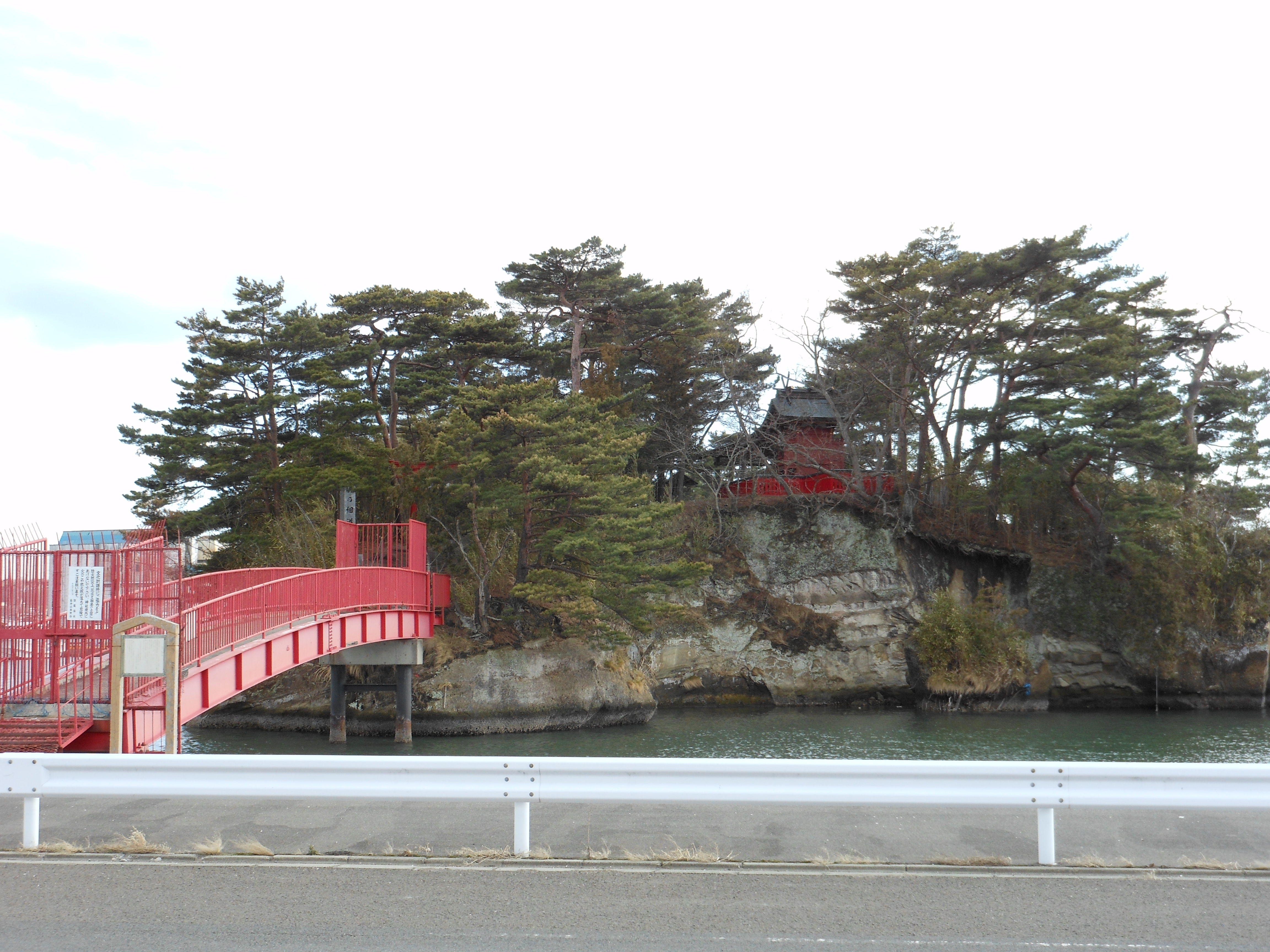
現在の塩竈市・籬が島の曲木神社。

僧が老人に話しかけると、老人は、自分のことを「潮汲み」と名乗る。僧は、海辺でもない都で「潮汲み」というのはおかしいのではないかと問うと、老人は、河原院は融の大臣が昔塩竈の浦の景色を移してきた場所なので、「潮汲み」と言っておかしくないと答える。そのうちに月が出て、2人は唐の詩人賈島の詩句を思い出して感慨にふける。

| ワキ「いかにこれなる尉殿、おん身はこのあたりの人か シテ「さん候、この所の潮汲みにて候 ワキ「不思議やここは海辺にてもなきに、潮汲みとは誤りたるか尉殿 シテ「あら何ともなや、さてここをばいづくと知ろし召されて候ふぞ ワキ「この所をば六条河原の院とこそ承はりて候へ シテ「河原の院こそ塩竈の浦候ふよ、融の大臣陸奥の千賀の塩竈を、都のうちに移されたる海辺なれば 〽名に流れたる河原の院の、河水をも汲め池水をも汲め、ここ塩竈の浦人なれば、潮汲みとなど思さぬぞや ワキ「げにげに陸奥の千賀の塩竈を、都のうちに移されたること承はり及びて候、さてはあれなるは籬が島候ふか シテ「さん候、あれこそ籬が島候ふよ、融の大臣常はみ舟を寄せられ、ご酒宴の遊舞さまざまなりし所ぞかし、や、月こそ出でて候へ ワキ「げにげに月の出でて候ふぞや、あの籬が島の森の梢に、鳥の宿し囀りて、しもんに映る月影までも、〽こしうに返る身の上かと、思ひ出でられて候 シテ「何とただいまの面前の景色がお僧のおん身に知らるるとは、もしも賈島が言葉やらん 〽鳥は宿す池中の樹 ワキ〽僧は敲く月下の門 シテ〽推すも ワキ〽敲くも シテ〽古人の心 シテ・ワキ〽いま目前の秋暮にあり 地謡〽げにやいにしへも、月には千賀の塩竈の、月には千賀の塩竈の、浦廻の秋も半ばにて、松風も立つなりや、霧の籬の島隠れ、いざわれも立ち渡り、昔の跡を陸奥の、千賀の浦廻を眺めんや、千賀の浦廻を眺めん | ［僧］もし、そちらのご老人、あなたはこの辺りの人ですか。 ［老人］そうです。この土地の潮汲みです。 ［僧］これは不思議なこと、ここは海辺でもないのに、潮汲みというのは間違いではないか、ご老人。 ［老人］なんと興ざめな。それではここをどこだと思っておいでですか。 ［僧］ここは六条河原院と伺っています。 ［老人］河原院はまさに塩竈の浦なのです。融の大臣が陸奥の千賀にある塩竈の浦を都の中に移した海辺ですので、その有名な河原院でたとえ川の水を汲んでも、池の水を汲んでも、塩竈の浦人ということになるのですから、潮汲みであると思われませんか。 ［僧］確かに確かに、陸奥の千賀の塩竈を都の中に移されたということは聞き及んでおります。それではあそこにあるのが籬が島（塩竈の浦に浮かぶ島で、歌枕）になるのでしょうか。 ［老人］そうです、あれこそ籬が島です。融の大臣がいつもお舟をお寄せになって、ご酒宴の遊舞を様々楽しんでいたところです。おや、月が出てきました。 ［僧］本当に、月が出てきました。あの籬が島の森の梢に、鳥が止まってさえずり、柴門に落ちる月光までも、昔の秋に返るということが、我が身のことのように思われます。 ［老人］なんと、この眼の前の景色がお僧自身のことのように思われるとは、ひょっとして賈島の詩の言葉ではありませんか。「鳥は宿す池中の樹……」 ［僧］「僧は敲く月下の門」 ［老人］（賈島が「推敲」の故事で悩んだように）「推す」とするか ［僧］「敲く」とするか ［老人］その古人の心が ［老人・僧］いま目の前の秋暮の景色に表れている。 ――本当に、遠い昔のことも月のもとでは近く感じられる。千賀の塩竈の浦の秋も半ばで、松風も吹いているようだ。霧で籬が島は隠れている。さあ、私も籬が島の方に近づき、昔の跡を見、千賀の浦を眺めよう。 |

#### 河原院の来歴の述懐

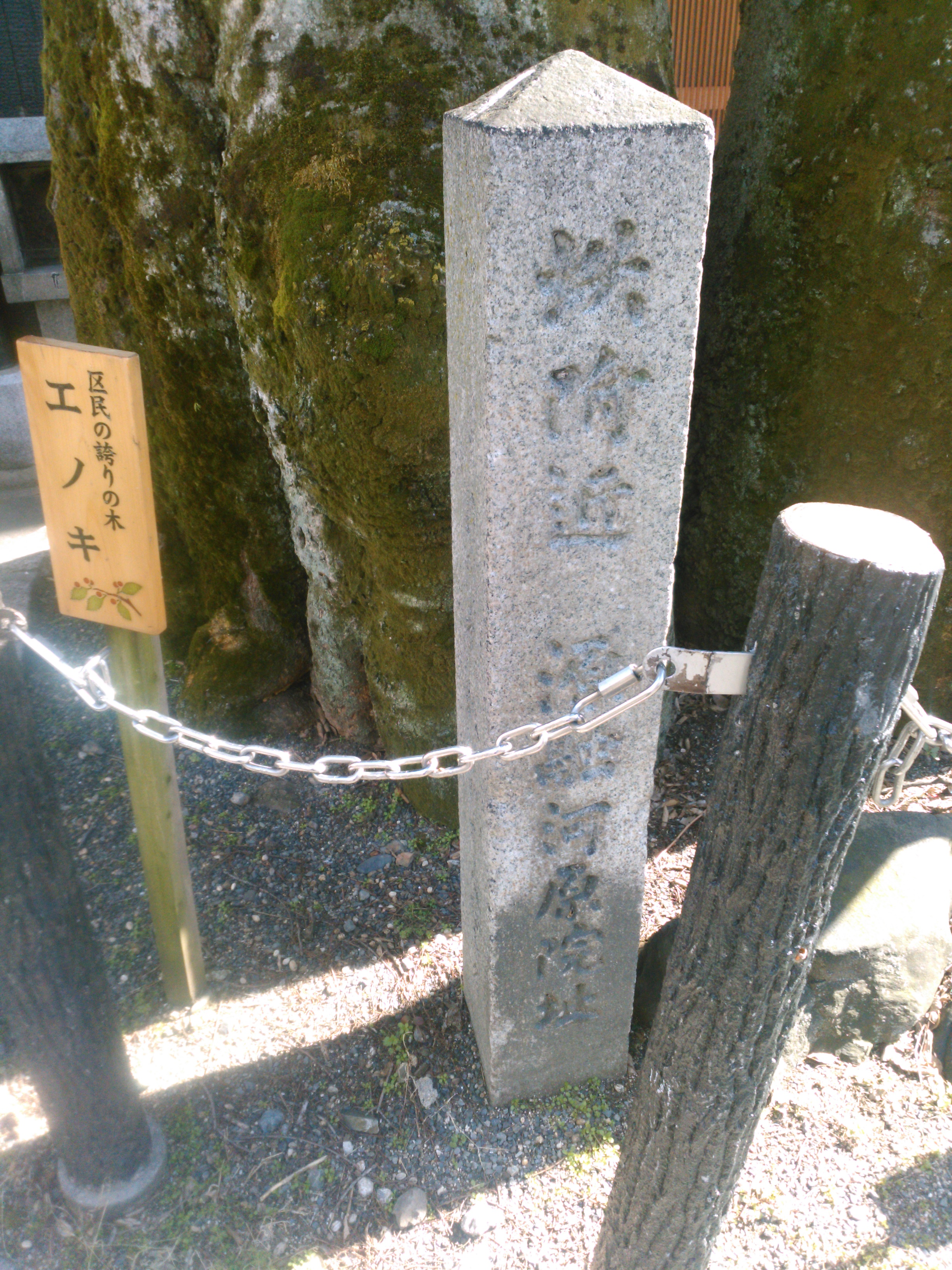
河原院跡の石碑。

僧が、老人に、塩竈の浦を都に移した由来を尋ねる。すると、老人は、融の大臣が難波から海水を都まで持ってこさせて塩竈の浦を模した池を作り、御遊を楽しんだことを語るが、その後は受け継ぐ人もおらず、荒れ果てている有様を嘆く。

| ワキ「塩竈の浦を都のうちに移されたる謂はれおん物語り候へ シテ「嵯峨の天皇の御宇に、融の大臣陸奥の千賀の塩竈の眺望を聞し召し及ばせたまひ、この所に塩竈を移し、あの難波の御津の浦よりも、日ごとに潮を汲ませ、ここにて塩を焼かせつつ、一生御遊の便りとしたまふ、しかれどもそののちは相続して翫ぶ人もなければ、浦はそのまま干潮となつて 〽池辺に淀む溜水は、雨の残りの古き江に、落葉散り浮く松蔭の、月だに住まで秋風の、音のみ残るばかりなり、されば歌にも、君まさで、煙絶えにし塩竈の、うら淋しくも見えわたるかなと、貫之も詠めて候 地謡〽げにや眺むれば、月のみ満てる塩竈の、うら淋しくも荒れ果つる、後の世までも塩染みて、老いの波も返るやらん、あら昔恋しや 地謡〽恋しや恋しやと、慕へども嘆けども、かひも渚の浦千鳥、音をのみ泣くばかりなり、音をのみ泣くばかりなり | ［僧］塩竈の浦を都の中にお移しになった由来をお話しください。 ［老人］嵯峨天皇の御代に、融の大臣が陸奥の千賀の塩竈の眺望のことをお聞き及びになり、この場所（都）に塩竈の景色を移そうとして、あの難波津の浦から、毎日海の水を汲んでこさせ、ここで塩を焼かせ、生涯、御遊の楽しみの種となさいました。しかし大臣が亡くなった後はこれを相続して楽しむ人もいなかったので、浦はそのまま干潟となって、池辺に淀んで溜まった水は、雨水がたまったものにすぎない。昔の入り江には、落ち葉が散り浮かび、松陰を洩れる月でさえきれいに映ることがない。秋風の音だけが残るばかりだ。だから和歌でも「あなた（融の大臣）がいらっしゃらなくなって、塩を焼く煙が絶えた塩竈が、物寂しく見渡されることだ」と紀貫之も詠んだのです。 ――本当に、見渡すと、月の光だけが満ちている塩竈は、物寂しく荒れ果ててしまい、後世の今も塩が染み付いていて、私の身にも老いの波が寄せ返すようだ、ああ昔が恋しい。 ――恋しい恋しいと、慕っても嘆いても甲斐がない。渚の浦千鳥のように、声を上げて泣くばかりだ。 |

#### 名所教え
一転して、僧は老人に、河原院から見える名所を尋ねる。老人は、東に見える音羽山、そこから南の方へ清閑寺、今熊野、稲荷山、藤の森、深草山、木幡山、と名所を教えていく。

| ワキ「いかに尉殿、見えわたりたる山々はみな名所にてぞ候ふらん、おん教え候へ シテ「さん候、みな名所にて候、おん尋ね候へ、教え申し候ふべし ワキ「まづあれに見えたるは音羽山候ふか シテ「さん候、あれこそ音羽山候ふよ ワキ「音羽山音に聞きつつ逢坂の、関のこなたにと詠みたれば、逢坂山もほど近うこそ候ふらめ シテ「仰せのごとく関のこなたにとは詠みたれども、あなたにあたれば逢坂の、山は音羽の峰に隠れて 〽この辺よりは見えぬなり ワキ〽さてさて音羽の峰続き、次第次第の山並みの、名所名所を語りたまへ シテ「語りも尽くさじ言の葉の、歌の中山清閑寺 〽今熊野とはあれぞかし ワキ〽さてその末に続きたる、里一叢の森の木立 シテ「それをしるべにご覧ぜよ、まだき時雨の秋なれば、紅葉も青き稲荷山 ワキ〽風も暮れ行く雲の葉の、梢も青き秋の色 シテ「いまこそ秋よ名にし負ふ、春は花見し藤の森 ワキ〽緑の空も影青き、野山に続く里はいかに シテ〽あれこそ夕されば ワキ〽野辺の秋風 シテ〽身にしみて ワキ〽鶉鳴くなる シテ〽深草山よ 地謡〽木幡山伏見の竹田、淀鳥羽も見えたりや （後略） | ［僧］もしご老人、見渡せる山々はみな名所なのでしょう。それをお教えください。 ［老人］そうです、みな名所です。お尋ねください、教えて差し上げます。 ［僧］まず、あちらに見えているのは音羽山でしょうか。 ［老人］そうです、あれこそ音羽山ですよ。 ［僧］「音羽山のことは話に聞きつつも、逢坂の関のこちら側で逢わずに年月が過ぎていくことだ」という歌がありますから、逢坂山もほど近くなのでしょうね。 ［老人］おっしゃるように「関のこちら側」という歌はありますが、（ここからは）逢坂山は関のあちら側に当たるので、音羽山の峰に隠れて、この辺りからは見えないのです。 ［僧］それでは、音羽山の峰に続いて順々にある山並みの名所名所をお語りください。 ［老人］言葉で語っていてはきりがありませんが、歌の中山と呼ばれる清閑寺。今熊野というのはあのことです。 ［僧］そしてその端に続いている里にひと塊の森の木立がある。 ［老人］それを目印にご覧ください。まだ時雨には早い中秋なので、紅葉もまだ青い稲荷山です。 ［僧］風が吹く夕暮れ時、行く雲の端に、梢がまだ青い秋の様子なのは。 ［老人］今は秋ですが、春は花で知られる藤の森です。 ［僧］青い空のもと、青々とした野山に続く里は何ですか。 ［老人］あれこそ、「夕されば」 ［僧］「野辺の秋風」 ［老人］「身にしみて」 ［僧］「鶉鳴くなる」 ［老人］「深草山よ」と詠まれた深草山です。 ――それに続いて木幡山、伏見の竹田、淀、鳥羽も見えている。 （後略） |

その後は、都の西方に見える小塩山、その北側の嵐山と案内し、月に見とれているうちに、老人は我に帰り、潮を汲む。そう思うと、老人の姿は消えてしまった（中入り）。

| シテ〽興に乗じて 地謡〽身をばげに、忘れたり秋の夜の、長物語よしなや、まづいざや潮を汲まんとて、持つや田子の浦、東からげの潮衣、汲めば月をも、袖に望潮の、汀に帰る波の夜の、老人と見えつるが、潮曇りにかきまぎれて、跡も見えずなりにけり、跡をも見せずなりにけり | ［老人］興に乗って ――実に我が身を忘れてしまっていた。秋の夜の長物語をしても仕方ない。さあ、まずは潮を汲もう。と言って、担桶を持ち、衣の裾をからげ、潮を汲むと、濡れた衣の袖に月が映る。汲んだ潮を持って望潮（旧暦十五日の潮）の波打ち際に帰ってくる。波が打ち寄せる夜の中、老人の姿が見えていたが、潮煙にまぎれて、姿が見えなくなってしまった。 |

### 間狂言
僧のもとに、近くに住む都人（アイ）が現れ、融の大臣が、陸奥の塩竈の景色が素晴らしいと聞き、これを都に移そうと思われ、多くの人足を使って難波の浦から毎日海水を汲んでこさせ、ここ河原院の邸宅に庭園を造ったこと、籬が島という島に舟を寄せては詩歌を楽しんだこと、融の没後は庭が荒れ、その様子を紀貫之が歌に詠んだことなどを語る。

### 後場

#### 待謡
僧は、河原院で旅寝をする。

| ワキ〽磯枕、苔の衣を片敷きて、苔の衣を片敷きて、岩根の床に夜もすがら、なほも奇特を見るやとて、夢待ち顔の旅寝かな、夢待ち顔の旅寝かな | ［僧］磯辺に、僧衣を片敷いて、一晩を過ごし、再び奇特を見ることができるかと思い、夢待ち顔で旅寝をすることだ。 |

#### 融の大臣の亡霊の登場

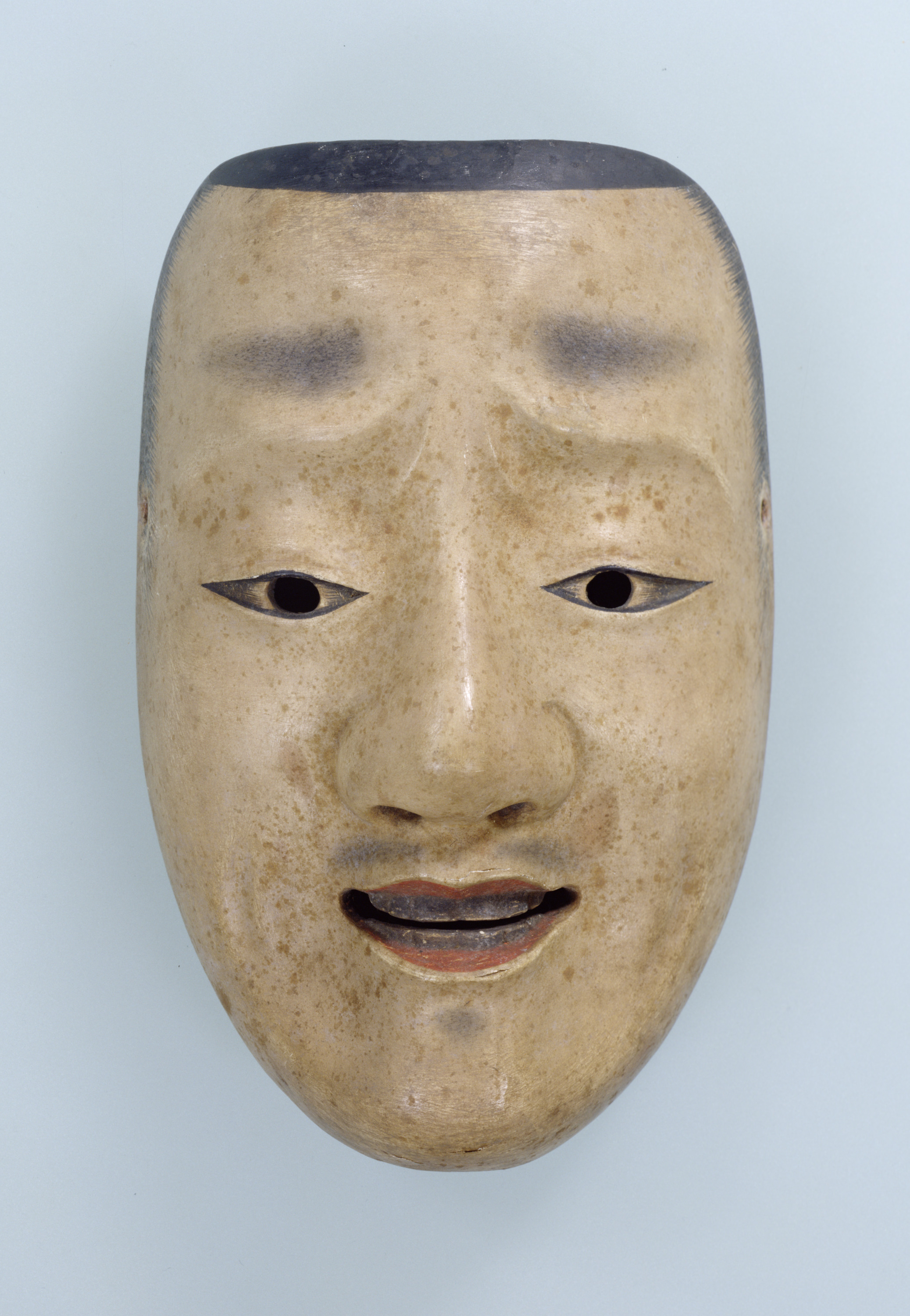
能面「中将」

僧のもとに、融の大臣の亡霊（後シテ）が現れる。後シテは、中将（または今若）の面、初冠、単狩衣（または直衣）、指貫、扇の出で立ちである。

| シテ〽忘れて年を経しものを、またいにしへに帰る波の、満つ塩竈の浦人の、今宵の月を陸奥の、千賀の浦廻も遠き世に、その名を残す公卿、融の大臣とはわがことなり、われ塩竈の浦に心を寄せ、あの籬が島の松蔭に、明月に舟を浮かめ、月宮殿の白衣の袖も、三五夜中の新月の色 | ［融］思い出すこともなく年月が経ったが、再び昔に立ち帰る。満ち潮の塩竈の浦人として今宵の月を見る。陸奥の千賀の浦は遠いが、遠い後の世までその名を残している公卿、融の大臣とは私のことだ。私は塩竈の浦に心を寄せ、あの籬が島の松陰に、明月のもと舟を浮かべた。月の宮殿の白衣の天人の袖も、十五夜に出たばかりの月の色だ。 |

#### 融の大臣の亡霊の舞
融の大臣の亡霊は、昔を思い出しながら、舞を舞う。

| シテ〽千重振るや、雪を廻らす雲の袖 地謡〽さすや桂の枝々に シテ〽光を花と散らすよそほひ 地謡〽ここにも名に立つ白河の波の シテ〽あら面白や曲水の盃 地謡〽受けたり受けたり遊舞の袖 | ［融］舞いながら何度も振る袖、そして幾重にも降り積む雪。 ――袖をさすと、さし交わす桂の枝々に ［融］月の光が花のように散らされる風情。 ――ここ都にも陸奥の白河と同じ有名な白川があり、その波が ［融］ああ趣深い、曲水の宴の盃。 ［融］盃を受け、遊舞の袖が月の光を受ける。 |

こうして、融の大臣の亡霊（後シテ）は、早舞を舞う。

#### 終曲
融の大臣の亡霊は、名残を惜しみながら月の都に帰っていく。

| 地謡〽あら面白の遊楽や、そも明月のそのなかに、まだ初月の宵々に、影も姿も少なきは、いかなる謂はれなるらん シテ〽それは西岫に、入り日のいまだ近ければ、その影に隠さるる、たとへば月のある夜は、星の薄きがごとくなり 地謡〽青陽の春の始めには シテ〽霞む夕べの遠山 地謡〽黛の色に三日月の シテ〽影を舟にもたとへたり 地謡〽また水中の遊魚は シテ〽釣り針と疑ふ 地謡〽雲上の飛鳥は シテ〽弓の影とも驚く 地謡〽一輪も降らず シテ〽万水も昇らず 地謡〽鳥は池辺の樹に宿し シテ〽魚は月下の波に伏す 地謡〽聞くともあかじ秋の夜の シテ〽鳥も鳴き 地謡〽鐘も聞こえて シテ〽月もはや 地謡〽影傾きて明け方の、雲となり雨となる、この光陰に誘はれて、月の都に、入りたまふよそほひ、あら名残り惜しの面影や、名残り惜しの面影 | ――ああ趣のある舞だ。それにしても明月といっても、まだ新月から間もない頃の月が、宵々、光も形も小さいのは、どういうわけだろうか。 ［融］それは西の山に、入り日がまだ近くにあるので、その光に月が隠されるのだ。たとえば、月のある夜は星の光が薄いのと同じである。 ――春の始めには ［融］春霞で夕方の遠山がかすんで見える。 ――その遠山は眉のように見え、三日月のようにも見える。 ［融］三日月の形は舟にもたとえられている。 ――また、水中に遊ぶ魚は ［融］（三日月を見て）釣り針かと疑い、 ――雲の上を飛ぶ鳥は ［融］（三日月を見て）弓の姿かと驚く。 ――しかし月は水に降ることはなく ［融］月を映す水も天に昇ることはない。 ――鳥は池のほとりの樹にとまり ［融］魚は月下の波の下にひそむ。 ――話を聞いても飽きることがない秋の夜だが ［融］夜明けを告げる鳥が鳴き ――夜明けの鐘も聞こえて ［融］月も早くも ――傾いてきて明け方となり、夢とも現とも分からない。この月の光に誘われて、融の大臣は月の都にお帰りになる様子だ。ああ名残り惜しげな姿だ。 |

## 作者・沿革
世阿弥の子・観世元能の著書『申楽談儀』には、「塩竈」の名で本曲が世阿弥の作品として紹介されている。世阿弥自身の著書『音曲口伝』でも本曲の一節がやはり「塩竈」の題で引用されており、作者が世阿弥であることは確実視されている。曲名は、元来「塩竈」と呼ばれていたようで、金春禅竹も「塩竈」と呼んでいるが、禅竹の孫・金春禅鳳は「とをる」と記しており、この頃には曲名が変わっていたようである。
『伊勢物語』や『古今和歌集』に記された融の河原院造営に関する説話をベースとしているものの、その依拠の部分は比較的小さい。本作の作品世界そのものは、作者である世阿弥の美意識に基づく創作と見なすべき、と能楽研究者の伊藤正義は指摘する
一方、世阿弥の父・観阿弥が、やはり融を題材としたと見られる「融の大臣の能」を舞ったという話が『申楽談儀』にある（曲自体はすでに散佚）。「融の大臣の能」と「融」の関係については、「全くの別曲」「『融の大臣の能』を改作したのが今の『融』」と、意見が分かれる。
前述の伊藤は、「融の大臣の能」は、『江談抄』などにある、「河原院に滞在する宇多法皇と御息所の前に融の亡霊が現われ、御息所を奪おうとするも失敗する」との説話を元にした能だったとし、融が御息所への邪恋を訴える場面の一部が、現「融」で前シテがかつての河原院を懐かしむ場面に引き継がれたのでは、と推測している。事実だとすれば、女性への恋慕が、邸宅への執心にスライドした形になる。

## 特色・評価
源融（822年 - 895年）は嵯峨天皇の十二男で、臣籍降下して従一位左大臣にまで登った実在の人物。六条に築いた邸宅・河原院に塩竈の光景を写して風流三昧に耽った、との逸話は、古く『古今和歌集』所載の紀貫之の歌（君まさで煙絶えにし塩釜のうらさびしくも見えわたるかな）や、『伊勢物語』81段などに伝えられている。
「融」ではこうした説話に基づき、融は気品ある風流な貴人として描かれている。そんな融の花やかな舞と、荒廃した河原院跡の哀しさ、という対照的なモチーフを美しい叙景描写でつないだ巧みな構成、そして詞章は、数ある能の中でも優れた一曲との評価が高い。
大正 - 昭和期の名手として知られた能楽師・櫻間弓川も本曲を好きな能の1つとして挙げる。著書の中で弓川は、少ない登場人物など簡素な構成でありながら、「喜怒哀楽の複雑な感情」を深く表現した、「能本来の精神を最もよく表現してゐる能」と賞賛している。
室町期から盛んに上演されており、現在もシテ方5流のすべてで現行曲として扱われる。また、末尾の「この光陰に誘はれて、月の都に、入り給ふよそほひ、あら名残惜しの面影や」の詞章から、故人追善のための演能でしばしば舞われる。

## 小書
多くの小書（特殊演出）があり、「思立之出」（観世流・喜多流）、今合返（観世流）、替（大蔵流）、「白式」（観世流）、「窕（クツロギ）」（観世流・宝生流・金剛流）、「舞返」（観世流）、「十三段之舞」（観世流・金剛流）、「舞留」（観世流）、「袖之留」（金剛流）、「笏之舞」（宝生流・金春流・喜多流）、「酌之舞」（観世流）、「曲水之舞」（喜多流）、「遊曲」（宝生流・金春流・金剛流・喜多流）、「遊曲之伝」（喜多流）、「舞働」（観世流）、「彩色」（観世流）、脇留（観世流・金剛流）がある。